# 松野良一
松野 良一（まつの りょういち、1956年 - ）は、日本のメディア研究者、ジャーナリスト。専門は、メディア論、ジャーナリズム論。中央大学国際情報学部教授。

## 経歴
九州大学教育学部卒業。社会心理学、集団力学を専攻。
朝日新聞記者、TBS報道局ディレクター・プロデューサーを務める。朝日新聞社会部記者時代には、巣鴨子供置き去り事件、中国残留孤児問題、フィリピン臓器売買事件、昭和天皇病状報道、日本航空123便墜落事故不起訴事件、リクルート事件、国際航業株価操作事件、巨額脱税事件などを担当した。TBSディレクター時代には、「報道特集」「ニュースの森」などを担当し、新生党選挙資金疑惑報道で日本ジャーナリスト会議奨励賞、クリントン対筑紫哲也対談のWeb同時配信で日本インターネットアワード企画賞などを受賞している。勤務しながら、1998年に修士号（筑波大学）、2003年に博士号（中央大学）を取得。1996年から1997年にハーバード大学客員研究員（Harvard Medical School, Center for Bioethics、フルブライト留学）。
2003年から中央大学総合政策学部助教授、2005年から教授。
2011年11月から中央大学大学院総合政策研究科委員長、2013年11月から2017年10月まで総合政策学部長を務める。 - 早稲田塾
　2019年4月から、新設された国際情報学部教授。

## 著書
- 市民メディア論―デジタル時代のパラダイムシフト（ナカニシヤ出版 2005年）
- 総合的な学習の時間のための映像制作マニュアル―メディア・リテラシーとメディア・アクセスの視点（田研出版 2002年）

## 編著
- 「特攻で散った中大生たち－みんな、夢があった…」（中央大学出版部2025）
- 「続・ベトナム戦争と日本人」、中央評論特集（中央大学出版部2023年）
- 「ベトナム戦争と日本人」、中央評論特集（中央大学出版部2020年）
- 「続・日本全国B29慰霊碑物語」、中央評論特集（中央大学出版部2018年）
- 「日本全国B29慰霊碑物語」、中央評論特集（中央大学出版部2017年）
- 戦争の記憶をつなぐ－十三の物語（中央大学出版部 2016年）
- 台湾二二八事件と中央大学卒業生、中央評論特集（中央大学出版部 2014年）
- 証言で学ぶ「沖縄問題」 観光しか知らない学生のために（中央大学出版部 2014年）
- 映像制作で人間力を育てる―メディアリテラシーをこえて（田研出版 2013年）
- デジタル時代の人間行動（中央大学出版部 2011年）
- 大韓航空機007便撃墜事件、中央評論特集（中央大学出版部 2011年）
- 戦争を生きた先輩たち―平和を生きる大学生が取材し、学んだこと〈1〉（中央大学出版部 2009年）
- 戦争を生きた先輩たち―平和を生きる大学生が取材し、学んだこと〈2〉（中央大学出版部 2010年）
- 学生のための人生羅針盤ーどう学び、どう働くのか（大巧社 2009年）
- 市民メディア活動―現場からの報告（中央大学出版部 2005年）
- できごとろじ－IN　つくば博（新潮社 1986年）

## 訳書
- パブリック・アクセス・テレビ―米国の電子演説台（中央大学出版部 2009年）
- 医療事故（ナカニシヤ出版 1998年）

## 共著
- 新聞学院『学報』【復刻版】全4巻・別冊1 1932年5月〜1942年10月（不二出版　2015年）解説
- 情報社会のソーシャルデザイン（第8章「微博」と社会問題の可視化－中国のコミュニケーション変容、NTT出版 2014年）
- シリーズ生命倫理学「脳死・移植医療」（第11章臓器配分、丸善出版、2012年）
- 組織不正の心理学（慶應義塾大学出版会 2007年）
- ネットワーク社会経済論（紀伊国屋書店 2005年）
- 情報メディア論（八千代出版 2000年）
- 危機を生きる－命の発達心理学（ナカニシヤ出版 2001年）
- 人間関係事例ノート「心のネットワークを求めて」（ナカニシヤ出版 1995年）
- 要説現代心理学－人間・社会・文化（ナカニシヤ出版 1992年）
- 『ドキュメント「リクルート報道」』（朝日新聞社 1989年）
- 『追跡　湾岸開発』（朝日新聞社 1987年）
- 『こんなものいらない事典』（朝日新聞社 1987年）
- アイデンティティの心理学（ナカニシヤ出版 1981年）